# Siebengebirge
Les Siebengebirge (littéralement « sept massifs de montagne » en allemand) sont un massif montagneux situé sur la rive droite du Rhin au sud de Bonn. Parmi les collines — en vérité plus de sept —, se trouve le Drachenfels associé à la légende du héros germanique Siegfried ainsi que le Himmerich.